# Krishanteringsrådet
Krishanteringsrådet är ett forum för information och diskussion för Regeringskansliet och rådets ledamöter. Det inrättades i december 2008 av Regeringen Reinfeldt.
Kansliet för krishantering är dess sekretariat.

## Organisation och verksamhet
Rådet sammanträder två gånger per år för allmän orientering om arbetet inom krisberedskapsområdet, och kan sammankallas under allvarliga händelser och kriser för informationsutbyte mellan Regeringskansliet och myndigheter.
Deltagare i rådet:
- inrikesministerns statssekreterare (som leder arbetet)
- rikspolischefen
- säkerhetspolischefen
- överbefälhavaren
- Affärsverket svenska kraftnäts generaldirektör
- Myndigheten för samhällsskydd och beredskaps generaldirektör
- Post- och telestyrelsens generaldirektör
- Socialstyrelsens generaldirektör
- Strålsäkerhetsmyndighetens generaldirektör
- en landshövding[förtydliga] som företräder länsstyrelserna
- företrädare för de berörda, myndighetsansvariga departementen

Inrikesministers statssekreterare kan adjungera andra ledamöter vid behov.